# Pallavolo ai Giochi della XXIX Olimpiade - Convocazioni al torneo femminile
Elenco delle giocatrici convocate per i Giochi della XXIX Olimpiade.

## Algeria
| N° | Nome               | Ruolo | Data di nascita  | Squadra       |
| -- | ------------------ | ----- | ---------------- | ------------- |
| -  | Mouloud Ikhedji    | All   | -                | -             |
| 1  | Mélinda Hennaoui   | S     | 18 marzo 1990    | Istres        |
| 2  | Sehryne Hennaoui   | P     | 10 gennaio 1988  | Istres        |
| 4  | Benhamouda Saleha  | C     | 20 ottobre 1973  | GS Pétroliers |
| 7  | Raouya Rouabhia    | S     | 25 giugno 1978   | Venelles      |
| 9  | Narimene Madani    | S     | 12 marzo 1984    | GS Pétroliers |
| 10 | Fatma Zahra Oukazi | P     | 18 gennaio 1984  | GS Pétroliers |
| 11 | Mouni Abderrahim   | S     | 19 novembre 1985 | ASW Béjaïa    |
| 12 | Safia Boukhima     | S     | 10 gennaio 1991  | ASW Béjaïa    |
| 13 | Nawal Mansouri     | L     | 1º agosto 1985   | NC Béjaïa     |
| 14 | Faïza Tsabet       | S     | 22 marzo 1985    | Istres        |
| 17 | Lydia Oulmou       | C     | 2 febbraio 1986  | La Rochette   |
| 18 | Tassadit Aissou    | S     | 19 giugno 1989   | ASW Béjaïa    |

## Brasile
| N° | Nome                   | Ruolo | Data di nascita  | Squadra           |
| -- | ---------------------- | ----- | ---------------- | ----------------- |
| -  | José Roberto Guimarães | All   | 30 luglio 1954   | Robursport Pesaro |
| 1  | Walewska de Oliveira   | C     | 1º ottobre 1979  | CAV Murcia        |
| 2  | Carolina Albuquerque   | P     | 22 luglio 1977   | Finasa            |
| 3  | Marianne Steinbrecher  | S     | 23 agosto 1983   | Robursport Pesaro |
| 4  | Paula Pequeno          | S     | 22 gennaio 1982  | Finasa            |
| 6  | Thaísa de Menezes      | C     | 15 maggio 1987   | Rio de Janeiro    |
| 7  | Hélia de Souza         | P     | 10 marzo 1970    | CAV Murcia        |
| 8  | Valeska Menezes        | S     | 23 aprile 1976   | Asystel           |
| 9  | Fabiana Claudino       | C     | 24 gennaio 1985  | Rio de Janeiro    |
| 10 | Wélissa Gonzaga        | S     | 9 settembre 1982 | Finasa            |
| 12 | Jaqueline de Carvalho  | S     | 31 dicembre 1983 | CAV Murcia        |
| 13 | Sheilla de Castro      | O     | 1º luglio 1983   | Robursport Pesaro |
| 14 | Fabiana de Oliveira    | L     | 7 marzo 1980     | Rio de Janeiro    |

## Cina
| N° | Nome         | Ruolo | Data di nascita   | Squadra  |
| -- | ------------ | ----- | ----------------- | -------- |
| -  | Chen Zhonghe | All   | -                 | -        |
| 1  | Wang Yimei   | O     | 11 gennaio 1988   | Liaoning |
| 2  | Feng Kun     | P     | 28 dicembre 1978  | Beijing  |
| 3  | Yang Hao     | S     | 21 marzo 1980     | Liaoning |
| 4  | Liu Yanan    | C     | 29 settembre 1980 | Liaoning |
| 5  | Wei Qiuyue   | P     | 26 settembre 1988 | Tianjin  |
| 6  | Xu Yunli     | C     | 2 agosto 1987     | Fujian   |
| 7  | Zhou Suhong  | S     | 23 aprile 1979    | Zhejiang |
| 9  | Zhao Ruirui  | C     | 8 ottobre 1981    | Bayi     |
| 10 | Xue Ming     | C     | 23 febbraio 1987  | Beijing  |
| 11 | Li Juan      | S     | 15 maggio 1981    | Tianjin  |
| 16 | Zhang Na     | L     | 19 aprile 1980    | Tianjin  |
| 17 | Ma Yunwen    | S     | 19 maggio 1986    | Shanghai |

## Cuba
| N° | Nome              | Ruolo | Data di nascita  | Squadra        |
| -- | ----------------- | ----- | ---------------- | -------------- |
| -  | Antonio Perdomo   | All   | -                | -              |
| 1  | Yumilka Ruiz      | S     | 8 maggio 1978    | Camagüey       |
| 2  | Yanelis Santos    | P/O   | 30 marzo 1986    | Ciego de Ávila |
| 3  | Nancy Carrillo    | C     | 11 gennaio 1986  | Ciudad Habana  |
| 6  | Daimí Ramírez     | P/O   | 8 ottobre 1983   | Ciudad Habana  |
| 8  | Yaima Ortíz       | L     | 9 novembre 1981  | Ciudad Habana  |
| 9  | Rachel Sánchez    | C     | 9 gennaio 1989   | Pinar del Río  |
| 10 | Yusleinis Herrera | S     | 12 marzo 1984    | Ciudad Habana  |
| 11 | Liana Mesa        | P     | 26 dicembre 1977 | Camagüey       |
| 12 | Rosir Calderón    | S     | 28 dicembre 1984 | Ciudad Habana  |
| 14 | Kenia Carcaces    | S     | 22 gennaio 1986  | Holguín        |
| 15 | Yusidey Silié     | P/O   | 11 novembre 1984 | Ciudad Habana  |
| 18 | Zoila Barros      | C     | 16 agosto 1976   | Ciudad Habana  |

## Giappone
| N° | Nome               | Ruolo | Data di nascita  | Squadra           |
| -- | ------------------ | ----- | ---------------- | ----------------- |
| -  | Shoichi Yanagimoto | All   | -                | -                 |
| 1  | Megumi Kurihara    | S     | 31 luglio 1984   | Pioneer Red Wings |
| 2  | Asako Tajimi       | C     | 26 giugno 1972   | Pioneer Red Wings |
| 3  | Yoshie Takeshita   | P     | 18 marzo 1978    | JT Marvelous      |
| 4  | Kanako Ōmura       | C     | 15 dicembre 1976 | Hisamitsu Springs |
| 5  | Miyuki Takahashi   | S     | 25 dicembre 1978 | NEC Red Rockets   |
| 6  | Yūko Sano          | L     | 26 luglio 1979   | Hisamitsu Springs |
| 7  | Sachiko Sugiyama   | C     | 19 ottobre 1979  | NEC Red Rockets   |
| 8  | Yuka Sakurai       | L     | 2 settembre 1974 | Denso Airybees    |
| 9  | Miyuki Kano        | S     | 17 maggio 1977   | Hisamitsu Springs |
| 11 | Erika Araki        | C     | 3 agosto 1984    | Toray Arrows      |
| 12 | Saori Kimura       | S     | 19 giugno 1986   | Toray Arrows      |
| 14 | Yuki Kawai         | P     | 22 gennaio 1990  | JT Marvelous      |

## Kazakistan
| N° | Nome                | Ruolo | Data di nascita   | Squadra           |
| -- | ------------------- | ----- | ----------------- | ----------------- |
| -  | Viktor Zhuravlev    | All   | -                 | -                 |
| 1  | Natalya Zhukova     | C     | 29 marzo 1980     | Markopoulo        |
| 2  | Tatyana Pyurova     | S     | 6 aprile 1982     | Žetysu            |
| 4  | Olga Karpova        | C     | 10 giugno 1980    | Žetysu            |
| 5  | Yuliya Kutsko       | S     | 18 aprile 1980    | Hapoël Kiryat Ata |
| 6  | Olga Nassedkina     | C     | 28 dicembre 1982  | Žetysu            |
| 8  | Korinna Ishimtseva  | P     | 8 febbraio 1984   | Samorodok         |
| 9  | Xeniya Ilyuchshenko | P     | 29 maggio 1979    | Rabita Baku       |
| 10 | Yelena Ezau         | L     | 9 marzo 1983      | Neman Grodno      |
| 11 | Olga Grushko        | S     | 7 aprile 1976     | Žetysu            |
| 12 | Irina Zaitseva      | -     | 25 settembre 1982 | Žetysu            |
| 13 | Yelena Pavlova      | S     | 12 dicembre 1978  | Hisamitsu Springs |
| 16 | Inna Matveyeva      | S     | 12 ottobre 1978   | Ereğli            |

## Italia
| N° | Nome                | Ruolo | Data di nascita  | Squadra           |
| -- | ------------------- | ----- | ---------------- | ----------------- |
| -  | Massimo Barbolini   | All   | 29 agosto 1964   | -                 |
| 1  | Paola Croce         | L     | 6 marzo 1978     | Bergamo           |
| 3  | Nadia Centoni       | S/O   | 19 giugno 1981   | RC Cannes         |
| 5  | Martina Guiggi      | C     | 1º maggio 1984   | Robursport Pesaro |
| 7  | Jenny Barazza       | C     | 24 luglio 1981   | Bergamo           |
| 9  | Manuela Secolo      | S     | 22 febbraio 1977 | Chieri            |
| 10 | Paola Cardullo      | L     | 18 marzo 1982    | Asystel           |
| 11 | Serena Ortolani     | O     | 7 gennaio 1987   | Busto Arsizio     |
| 12 | Francesca Piccinini | S     | 10 gennaio 1979  | Bergamo           |
| 13 | Francesca Ferretti  | P     | 15 febbraio 1984 | Robursport Pesaro |
| 14 | Eleonora Lo Bianco  | P     | 22 dicembre 1979 | Bergamo           |
| 16 | Taismary Agüero     | S/O   | 5 marzo 1977     | Türk Telekom      |
| 17 | Simona Gioli        | C     | 19 luglio 1977   | Dinamo Mosca      |

## Polonia
| N° | Nome                 | Ruolo | Data di nascita   | Squadra           |
| -- | -------------------- | ----- | ----------------- | ----------------- |
| -  | Marco Bonitta        | All   | 5 settembre 1963  | -                 |
| 1  | Katarzyna Skowrońska | O     | 30 giugno 1983    | Robursport Pesaro |
| 2  | Mariola Barbachowska | L     | 3 luglio 1982     | Muszynianka       |
| 4  | Katarzyna Gajgał     | C     | 21 settembre 1981 | BKS               |
| 6  | Anna Podolec         | O     | 30 ottobre 1985   | Balakovskaja AĖS  |
| 7  | Małgorzata Glinka    | S     | 30 settembre 1978 | CAV Murcia        |
| 9  | Agnieszka Bednarek   | C     | 20 febbraio 1986  | PTPS              |
| 11 | Anna Barańska        | S     | 15 maggio 1984    | Calisia           |
| 12 | Milena Sadurek       | P     | 18 ottobre 1984   | PTPS              |
| 13 | Milena Rosner        | S     | 4 gennaio 1980    | Bergamo           |
| 14 | Maria Liktoras       | C     | 20 febbraio 1975  | Dinamo Mosca      |
| 17 | Joanna Kaczor        | S     | 16 settembre 1984 | Muszynianka       |
| 18 | Katarzyna Skorupa    | P     | 16 settembre 1984 | BKS               |

## Russia
| N° | Nome                 | Ruolo | Data di nascita   | Squadra          |
| -- | -------------------- | ----- | ----------------- | ---------------- |
| -  | Giovanni Caprara     | All   | 7 novembre 1962   | -                |
| 1  | Marija Borodakova    | C     | 8 marzo 1986      | Dinamo Mosca     |
| 3  | Natalja Alimova      | C     | 9 dicembre 1978   | Leningradka      |
| 4  | Ol'ga Fateeva        | O     | 4 maggio 1984     | Zareč'e Odincovo |
| 5  | Ljubov' Sokolova     | S     | 4 dicembre 1977   | Zareč'e Odincovo |
| 6  | Elena Godina         | S     | 17 settembre 1977 | Dinamo Mosca     |
| 8  | Evgenija Artamonova  | S     | 17 luglio 1975    | Uraločka         |
| 11 | Ekaterina Gamova     | O     | 17 ottobre 1980   | Dinamo Mosca     |
| 12 | Marina Šešenina      | P     | 26 giugno 1985    | Uraločka         |
| 14 | Ekaterina Kabešova   | L     | 5 agosto 1986     | Leningradka      |
| 15 | Aleksandra Pasynkova | O     | 14 aprile 1987    | Uraločka         |
| 16 | Julija Merkulova     | C     | 17 febbraio 1984  | Zareč'e Odincovo |
| 18 | Marina Akulova       | P     | 13 dicembre 1985  | Samorodok        |

## Serbia
| N° | Nome              | Ruolo | Data di nascita | Squadra         |
| -- | ----------------- | ----- | --------------- | --------------- |
| -  | Zoran Terzić      | All   | 9 luglio 1966   | -               |
| 1  | Jelena Nikolić    | S     | 13 aprile 1982  | Takefuji Bamboo |
| 2  | Jovana Brakočević | O     | 5 marzo 1988    | Spes Conegliano |
| 3  | Ivana Ðerisilo    | S     | 8 agosto 1983   | Voléro Zurigo   |
| 5  | Nataša Krsmanović | C     | 19 giugno 1985  | Voléro Zurigo   |
| 7  | Brižitka Molnar   | S     | 28 luglio 1985  | Metal Galați    |
| 9  | Jovana Vesović    | O     | 21 giugno 1987  | Jedinstvo Užice |
| 10 | Maja Ognjenović   | P     | 6 agosto 1984   | Metal Galați    |
| 11 | Vesna Čitaković   | C     | 3 febbraio 1979 | Eczacıbaşı      |
| 13 | Maja Simanić      | P     | 8 febbraio 1980 | Rijeka          |
| 15 | Sanja Malagurski  | S     | 8 giugno 1990   | HIT Nova Gorica |
| 17 | Stefana Veljković | C     | 9 gennaio 1990  | Poštar          |
| 18 | Suzana Ćebić      | L     | 9 novembre 1984 | Jedinstvo Užice |

## Stati Uniti
| N° | Nome            | Ruolo | Data di nascita   | Squadra            |
| -- | --------------- | ----- | ----------------- | ------------------ |
| -  | Lang Ping       | All   | 10 dicembre 1960  | -                  |
| 1  | Ogonna Nnamani  | S     | 29 luglio 1983    | Asystel            |
| 2  | Danielle Scott  | C     | 1º ottobre 1972   | Finasa             |
| 3  | Tayyiba Haneef  | O     | 23 marzo 1979     | Eczacıbaşı         |
| 4  | Lindsey Berg    | P     | 16 luglio 1980    | Asystel            |
| 5  | Stacy Sykora    | L     | 24 giugno 1977    | Altamura           |
| 6  | Nicole Davis    | L     | 24 luglio 1982    | Stati Uniti        |
| 7  | Heather Bown    | C     | 29 novembre 1978  | Giannino Pieralisi |
| 9  | Jennifer Joines | C     | 23 novembre 1982  | Fakel              |
| 10 | Kimberly Glass  | S     | 18 agosto 1984    | Fenerbahçe         |
| 11 | Robyn Ah Mow    | P     | 15 settembre 1975 | Voléro Zurigo      |
| 12 | Kim Willoughby  | S     | 7 novembre 1980   | Chieri             |
| 15 | Logan Tom       | S     | 25 maggio 1981    | Dinamo Mosca       |

## Venezuela
| N° | Nome               | Ruolo | Data di nascita   | Squadra              |
| -- | ------------------ | ----- | ----------------- | -------------------- |
| -  | Tomás Fernández    | All   | -                 | -                    |
| 1  | Yessica Paz        | C     | 7 ottobre 1989    | Aragua VC            |
| 5  | Genesis Machado    | -     | 6 maggio 1990     | Miranda              |
| 6  | Maria Valero       | L     | 18 settembre 1991 | Barinas              |
| 8  | Amarilis Villar    | -     | 30 marzo 1984     | Vargas               |
| 9  | Jayce Andrade      | S     | 19 maggio 1984    | Zulia                |
| 10 | Desiree Glod       | S     | 28 settembre 1982 | Miranda              |
| 12 | Gheraldine Quijada | P     | 31 gennaio 1988   | Distrito Capital     |
| 13 | Shirley Florián    | C     | 27 luglio 1991    | Zulia                |
| 14 | Aleoscar Blanco    | C     | 18 luglio 1987    | Vargas               |
| 15 | María José Pérez   | S/O   | 18 marzo 1988     | Llaneras de Toa Baja |
| 17 | Roslandy Acosta    | S     | 25 febbraio 1992  | Vargas               |
| 18 | Wendy Romero       | -     | 8 febbraio 1992   | Cojedes              |